# Krištof Puštalski
Krištof Puštalski, slovenski plemič, * 15. stoletje, Škofja Loka (?), † cca. 1550, Puštal (?).

## Življenjepis
Izhaja iz rodbine Puštalskih. Leta 1510 je nasledil očeta Joahima na mestu gradiščana na Kranclju ali na Zgornjem stolpu. Ta služba mu je gotovo prenehala leta 1511, zaradi velikega potresa, ki je oba stolpa porušil. Za očetovo dediščino sta se sinova Krištof in Moric zapletla v spor s freisinškim škofom. Trenja so se stopnjevala predvsem glede paše in pravice do lova in ribolova, ki sta si jo lastila dediča. Škof je zastopal stališče, da so Puštalski freisinški vazali, ki jim kot takim ne pripada tak pravica. Zato je oskrbnik Pavel Rasp prepovedal Puštalskim lov in ribolov. Pravici so jim dovolili le v skrajnih primerih. Zaradi trenj je škof leta 1529 Krištofu odbil prošnjo za mesto loškega oskrbnika.
Drobni spori so prerasli v večje konflikte. Z novim deželnim redom (1535) si je Krištof začel lastiti sodne pravice nad svojimi podložniki. Pri pretepu med loškim in puštalskima podložnikoma, sta slednja prvega nevarno ranila. Zato je loški oskrbnik oba krivca zaprl. Krištof je glede na nov sodni red zahteval izročitev. Oskrbnik je bil zahtevi pripravljen ugoditi le pod pogojem, da se krivca na poziv zglasita kadarkoli na gradu. Krištof se je zaradi tega pritožil na deželo in ta je oskrbniku ukazala, naj puštalska podložnika izpusti iz zapora.
Krištof se je leta 1534 zagrizel tudi v vprašanje osebne navzočnosti. Ta določa, da naj bi bila stranka osebno navzoča pri vseh zadevah, ki se obravnavajo pred deželnim glavarstvom. To je bi bilo za freisinškega škofja zaradi oddaljenosti neizvedljivo. Deželni knez je sicer bil na strani škofa, a ozirati se je moral tudi na deželne stanove. Šele leta 1540 se je škofu Filip posrečilo doseči dosmrtno oprostitev sporne dolžnosti, to je bilo le leto pred njegovo smrtjo.
Krištof zaradi tega ni zaprosil za novo podelitev fevdov in tako se je ta posest loškega gospostva začela odtujevati.
Po smrti Krištofa je vsa dediščina pripadala zadnjemu članu rodbine Jakobu.